# Grygoryj Aleksandrovyč Galycyn
Grygoryj Aleksandrovyč Galycyn (rusky: Григорий Александрович Галицын, také známý jako A. Obolenski; 1957, Rozdilna, Ukrajinská SSR – 13. listopadu 2021), byl ruský fotograf glamouru.

## Životopis

### Kariéra
Galycyn studoval klasickou malbu v Leningradu, ale později se začal více věnovat fotografii. Jeho první fotoaparát, raný model Leica, mu dal jeho dědeček, který jej koupil od německé armády v roce 1947. V roce 1997 získal ocenění Master Kodak Exhibition.
V roce 1996 začal Galycyn, který se v té době etabloval především jako fotograf erotických portrétů se sídlem ve Volgogradu, poskytovat obsah rané internetové webové stránce pro dospělé. V roce 1998 se stal hlavním poskytovatelem obsahu pro nově založený web pro dospělé Most Erotic Teens (předchůdce MET-ART ) a také poskytoval obsah pro další web pro dospělé, DOMAI. V roce 2002 opustil MET a spustil web Galycyn-Archives jako společný projekt s norským fotografem Petterem Hegrem. Kvůli konfliktu s Hegrem v roce 2004 Galycyn ukončil Galycyn-Archives a založil vlastní webovou stránku Galycyn-News. Galycyn v roce 2006 také založil sesterský web Nud-Art.
Většina Galycynových fotografií a videí byla pořízena v oblasti Volgogradu a někdy také v hotelech v Moskvě. Galycynův byt (bývalý domov básnířky Margarity Agašiny a bývalého starosty Volgogradu Jurije Čekova) se zdvojnásobil jako high-tech porno studio. Jeho činnost jako pornografa byla jeho sousedům do značné míry neznámá, ačkoli byl v okolí Volgogradu známý svým nákladným životním stylem.
Občas jezdil se svými modely do zahraničí, do zemí jako Egypt a Indie, aby tam pořizoval své snímky. V roce 2006 Galycyn točil a vyfotografoval několik modelek v některých plážových letoviscích a ájurvédských masážních salonech ve Varkale a Papanasamu v Indii. Indická policie se později dozvěděla o výsledných videích, která byla zveřejněna na Galycyn-News, a provedla razie v řadě masážních salonů Varkala pro podezření z nezákonné činnosti.

### Zatčení
Dne 17. září 2006 byli Galycyn a jeho manželka Irina Aleksandrovna Pischasova (která byla také jednou z jeho modelek, vystupující pod jménem „Valentina“) zatčeni ve Volgogradu obviněni z porušení článku 133 ruského trestního zákoníku („Nátlak [prostřednictvím vydírání] ke spáchání sexuálního aktu„) a pornografické záběry nezletilých “). Dne 26. října požádal ruského prezidenta Vladimira Putina o intervenci. Podle druhého dopisu Putinovi sepsaného v květnu 2007 byl Galycyn stále ve vazbě a čekal na soud. Také Pischasová byla v březnu znovu vzata do vazby. Galycyn a jeho manželka byli propuštěni z vězení na začátku roku 2009, ačkoli Galycyn nadále čelil dalším obviněním.
V říjnu 2014 se Galycyn, Irina a jejich dvě děti přestěhovali do Kalačyovské oblasti, kde investoval své celoživotní úspory do „experimentální farmy“. Zde Galycyn choval prasata a kuřata vzácných plemen, zejména prasata Mangalica. Profesionální fotografii se již nevěnoval jinak, než dokumentováním svého farmářského provozu a rodinného života.

## Knihy
- Galitsin's Angels: From Russia with Love. Munich: Edition Reuss. 2005. ISBN 3-934020-34-8